# Mirococcopsis artemisiphilus
Mirococcopsis artemisiphilus är en insektsart som beskrevs av Tang in Tang och Li 1988. Mirococcopsis artemisiphilus ingår i släktet Mirococcopsis och familjen ullsköldlöss. Inga underarter finns listade i Catalogue of Life.